# Dickinson (Severní Dakota)
Dickinson je město ve Spojených státech amerických na západě státu Severní Dakota. Je sídlem Stark County. Leží v oblasti Velkých planin, na řece Heart River, východně od geomorfologicky pozoruhodného území Badlands a národního parku Theodore Roosevelt National Park. Ve městě sídlí Dickinson State University a muzeum Dakota Dinosaur Museum (s replikami dinosaurů). Dickinson je obsluhován regionálním letištěm Theodore Roosevelt Regional Airport.
Od roku 2008 město zažívá prudký nárůst populace v důsledku ropného rozmachu v Severní Dakotě, protože leží uprostřed Bakkenovy formace, z níž umožnily těžit ropu nové technologie hydraulického štěpení.

## Demografie
Podle sčítání lidu z roku 2010 zde žilo 17 787 obyvatel, ale v důsledku ropného rozmachu byl v roce 2013 počet obyvatel odhadován na 20 826. Jiné zdroje hovoří o 26 771 nebo dokonce o populaci překračující 30 000.
Z evropských přistěhovalců byli podle sčítání z roku 2000 nejpočetnější Němci (54,1%), Norové (14,2%) a Češi (7,5%). Několik sídel v okolí města nese české názvy (např. New Hradec).

### Rasové složení
- 94,2 % Bílí Američané
- 1,0 % Afroameričané
- 1,2 % Američtí indiáni
- 1,5 % Asijští Američané
- 0,1 % Pacifičtí ostrované
- 0,6 % Jiná rasa
- 1,5 % Dvě nebo více ras

Obyvatelé hispánského nebo latinskoamerického původu, bez ohledu na rasu, tvořili 2,1 % populace.